# 8963 Collurio
8963 Collurio eller 4651 P-L är en asteroid i huvudbältet som upptäcktes den 24 september 1960 av den nederländsk-amerikanske astronomen Tom Gehrels och det nederländska astronomparet Ingrid van Houten-Groeneveld och Cornelis Johannes van Houten vid Palomarobservatoriet. Den är uppkallad efter fågeln Törnskata.
Asteroiden har en diameter på ungefär 11 kilometer och den tillhör asteroidgruppen Themis.